# أورسولا بيا
أورسولا بيا (بالدنماركية: Ulla Pia)‏ (و. 1945  م) هي مغنية دنماركية، ولدت في كوبنهاغن، شاركت في مسابقة الأغنية الأوروبية 1966، وبدأت مشوارها المهني سنة 1961.

## وصلات خارجية
- أورسولا بيا على موقع IMDb (الإنجليزية)
- أورسولا بيا على موقع ميوزك برينز (الإنجليزية)
- أورسولا بيا على موقع أول ميوزيك (الإنجليزية)
- أورسولا بيا على موقع ديسكوغز (الإنجليزية)
- أورسولا بيا على موقع قاعدة بيانات الفيلم (الإنجليزية)
- أورسولا بيا في قاعدة بيانات الأفلام على الإنترنت